# Marek Vít
Marek Vít (* 8. prosince 1972) je bývalý český fotbalový záložník.

## Hráčská kariéra
V československé nejvyšší soutěži zasáhl na jaře 1993 do 2 utkání v dresu Dukly Praha, v nichž neskóroval. Do Dukly přišel z VTJ Karlovy Vary, poté odešel do Krče.
V sezonách 1998–2003 hrál za německý SpVgg SV Weiden ve čtvrté nejvyšší soutěži (Oberliga Bayern).

## Ligová bilance
| Ročník                                     | Zápasy | Góly | Minuty | Klub               |
| ------------------------------------------ | ------ | ---- | ------ | ------------------ |
| 1. československá fotbalová liga 1992/1993 | 2      | 0    | –      | Dukla Praha        |
| Česká fotbalová liga 1993/1994             | –      | 2    | –      | Sparta Krč         |
| Česká fotbalová liga 1994/1995             | –      | 6    | –      | Dukla Praha        |
| Česká fotbalová liga 1995/1996             | –      | 3    | –      | Brümmer Česká Lípa |
| 2. česká fotbalová liga 1996/1997          | 25     | 0    | –      | Brümmer Česká Lípa |
| 2. česká fotbalová liga 1997/1998          | 17     | 3    | –      | Brümmer Česká Lípa |
| CELKEM 1. LIGA                             | 2      | 0    | –      |                    |